# Georgi Vasiljevitsj Sviridov
Georgi Vasiljevitsj Sviridov (Russisch: Георгий Васильевич Свиридов) (Fatezj bij Koersk, 16 december 1915 – Moskou, 5 januari 1998) was een Russisch componist en pianist.

## Levensloop
Sviridov leerde als eerste instrument de balalaika te bespelen. Hij kreeg zijn eerste muzieklessen in de tijd van 1927 tot 1932 aan de muziekschool in Koersk van de docent M. Kroetinski. Aansluitend vertrok hij naar Leningrad, waar hij vanaf 1932 aan het centraal muziek college bij I. A. Braudo en Maria Joedina piano studeerde en dan vanaf 1936 piano en compositie aan het conservatorium van Sint-Petersburg  studeerde, onder andere bij Pjotr Rjazanov. Van 1937 tot zijn afstuderen in 1941 was Dmitri Sjostakovitsj zijn leraar. Voor de militaire dienst werd hij 1941 naar de militaire academie naar Oefa in de autonome republiek Basjkortostan gestuurd, waar hij tot 1946 bleef.
In 1956 vertrok hij naar Moskou waar hij als freelance componist tot zijn overlijden werkte. Tijdelijk was hij ook in het bestuur van de Russische componistenfederatie. Hij kreeg een aantal belangrijke prijzen zoals de Leninprijs (1960), de Staatsprijs van de Sovjet-Unie (1968), Nationale Artiest van de Sovjet-Unie (1946, 1968, 1980), Held van de Socialistische Arbeid en de Staatsprijs van de Russische Federatie (1994).
Als componist schreef hij voor verschillende genres, zoals toneelwerken, monumentale symfonische vocale fresco's, als Gedicht ter nagedachtenis van Sergej Jesenin, Passionata Oratorium, Liederen van Koersk, maar ook cantates voor koor en orkest, symfonische suites, werken voor koren, instrumentale groepen, piano en honderden liederen.

## Stijl
Aanvankelijk is in Sviridovs werken duidelijk de invloed van zijn leraar Dmitri Sjostakovitsj herkenbaar. In de loop der jaren ontwikkelde Sviridov een eigen stijl. Hij was vooral componist van vocale muziek, dat ook in zijn instrumentale werken naar voren komt. Licht toegankelijke melodieën en klare structuren zijn het kenteken van zijn muziek. In zijn Melos blijft hij het Russisch lied verbonden. Zijn werken zijn tonaal en traditioneel aangelegd; zij hebben haar basis in de Russische muziek uit de 19e eeuw. Daarom was hij in de voormalige Sovjet-Unie erg populair.

## Composities

### Werken voor orkest
- 1936-1939 Concerto Nr. 1, voor piano en orkest
- 1940 Symfonie, voor strijkorkest, op. 14
  1. Moderato assai
  2. Vivace
  3. Andante con moto
  4. Allegro molto
- 1942 Concerto Nr. 2, voor piano en orkest
- 1949 Symfonie Nr. 2 (onvoltooid)
- 1964 Muziek voor kamerorkest, 9 violen, 3 altviolen, 3 celli, contrabas, hoorn en piano
- 1964 Triptychon ("Kleine Symfonie")
- 1967 Suite uit de muziek voor de film "Vremja, vperjod! (Tijd, vooruit!)"
- 1975 Sneeuwstorm, illustratie naar Aleksandr Sergejevitsj Poesjkin (naar de gelijknamige filmmuziek)

### Werken voor harmonieorkest
- Zoria (Military Meeting) is Hit - tekst: Aleksandr Sergejevitsj Poesjkin
- Военный марш из музыки к к/ф "Метель" (Militaire mars uit de film "De sneeuwstorm"), voor harmonieorkest

### Cantates en oratoria
- 1955 De Dekabristen, oratorium naar Aleksandr Poesjkin
- 1956 Gedicht ter nagedachtenis van Sergej Jesenin, voor tenor, gemengd koor en orkest - tekst: Sergej Jesenin
- 1959 Pathetisch oratorium, voor bas, mezzosopraan, gemengd koor en orkest - tekst: Vladimir Majakovski
- 1962-1965 Treurliederen, kleine cantate voor mezzosopraan, vrouwenkoor en orkest - tekst: Aleksandr Blok
- 1964 Het Russische woud ("Het oude Rusland", "Vaderland uw wouden"), cantate voor tenor solo, mannenkoor en orkest - tekst: Sergej Jesenin
- 1964 Koersk'se liederen, cantate naar teksten uit het volk voor gemengd koor en orkest
- 1965 Het sneeuwt, kleine cantate voor vrouwenkoor, kinderkoor en orkest - tekst: Boris Pasternak
- 1967 Vijf gezangen over Rusland, oratorium voor sopraan, mezzosopraan, bariton, bas, gemengd koor en orkest - tekst: Aleksandr Blok
- 1971-1976 De vriendelijke gast, cantate voor solisten, gemengd koor en orkest - tekst: Sergej Jesenin
- 1972 Lentecantate, voor gemengd koor en orkest - tekst: Nikolaj Nekrasov
- 1974 De berk van het leven, cantate voor mezzosopraan en orkest - tekst: Aleksandr Blok
- 1976 Ode op Lenin, voor spreker, gemengd koor en orkest - tekst: Robert Rozjdestvenski
- 1979 Wolken in de nacht, cantate voor gemengd koor a capella - tekst: Aleksandr Blok

### Toneelwerken

#### Operette
| Voltooid in | titel                                                    | aktes   | première | libretto                   |
| 1951        | Раскинулось море широко ("De zee spreidt zich wijd uit") | 3 aktes |          | L. Sacharov en S. Polotski |

#### Schouwspel
- 1942 Othello - tekst: William Shakespeare
- 1973 Czar Fjodor Johannovitsj - tekst: Aleksej Konstantinovitsj Tolstoj (1817-1875)

### Vocale muziek
- 1935 Zes romances, voor zang en piano - tekst: Aleksandr Sergejevitsj Poesjkin
- 1938 Zeven liederen, voor zang en piano - tekst: Michail Joerjevitsj Lermontov
- 1938-1958 Voorstad-Lyriek, zeven liederen voor zang en piano - naar A. Prokofjev en Michail Isakovski
- 1939-1979 Vijfentwintig liederen, voor bas en piano
- 1942-1943 Liederen van een wandelaar, naar verschillende Oud-Chinese dichters voor bas solo en orkest
- 1944 Shakespeare Suite, voor zanger en piano
- 1949-1950 Land van mijn vaders, voor tenor en bas met piano - tekst: naar een gedicht van A. Issaakjan
- 1955 Liederen naar Burns, voor bas solo en piano
- 1957 Mijn vader is een boer, zangcyclus voor tenor, bariton en piano - tekst: Sergej Jesenin
- 1957-1958 Acht Romances op woorden van Lermontov, voor bas en piano
- 1960 Lied over Lenin ("Wij geloven niet"), voor bas solo, gemengd koor en orkest - tekst: Vladimir Vladimirovitsj Majakovski
- 1961-1963 Liederen uit Sint-Petersburg, voor sopraan, mezzosopraan, bariton, bas, piano, viool en cello
- 1963 Een stem uit de koor, monoloog voor bas en piano - tekst: Aleksandr Blok
- 1972-1975 Drie Miniaturen, voor solostemmen en gemengd koor
- 1972-1980 Tien liederen, voor bas en piano - tekst: Aleksandr Blok
- 1975 Liedje uit Sint-Petersburg, voor zang en piano - tekst: Aleksandr Blok
- 1977 Bevrijd Rusland, voor tenor en piano - tekst: Sergej Jesenin

### Werken voor koren
- 1958 Vijf koren naar woorden van Russische dichters
- 1967 Twee koren, - tekst: Sergej Jesenin
- 1971 Vier volksliederen, voor gemengd koor en orkest
- 1973 Concert ter nagedachtenis aan Aleksandr A. Joerlov, voor gemengd koor
- 1979 Poesjkin krans, voor gemengd koor - tekst: Aleksandr Sergejevitsj Poesjkin
- 1980 Ladaga, gedicht voor een koor - tekst: A. Prokofjev

### Kamermuziek
- 1945 rev.1955 Pianotrio in a-klein

### Werken voor piano
- 1934-1935 Zeven kleine stukken
- 1944 Sonate
- 1946 rev.1957/1960 Twee Partiten
  1. e-klein
  2. f-klein
- 1948 rev.1957 Kinderalbum, 17 stukken
- Variaties over een thema van Michail Glinka

### Filmmuziek
- 1974 Sneeuwstorm